# Shannon Kook

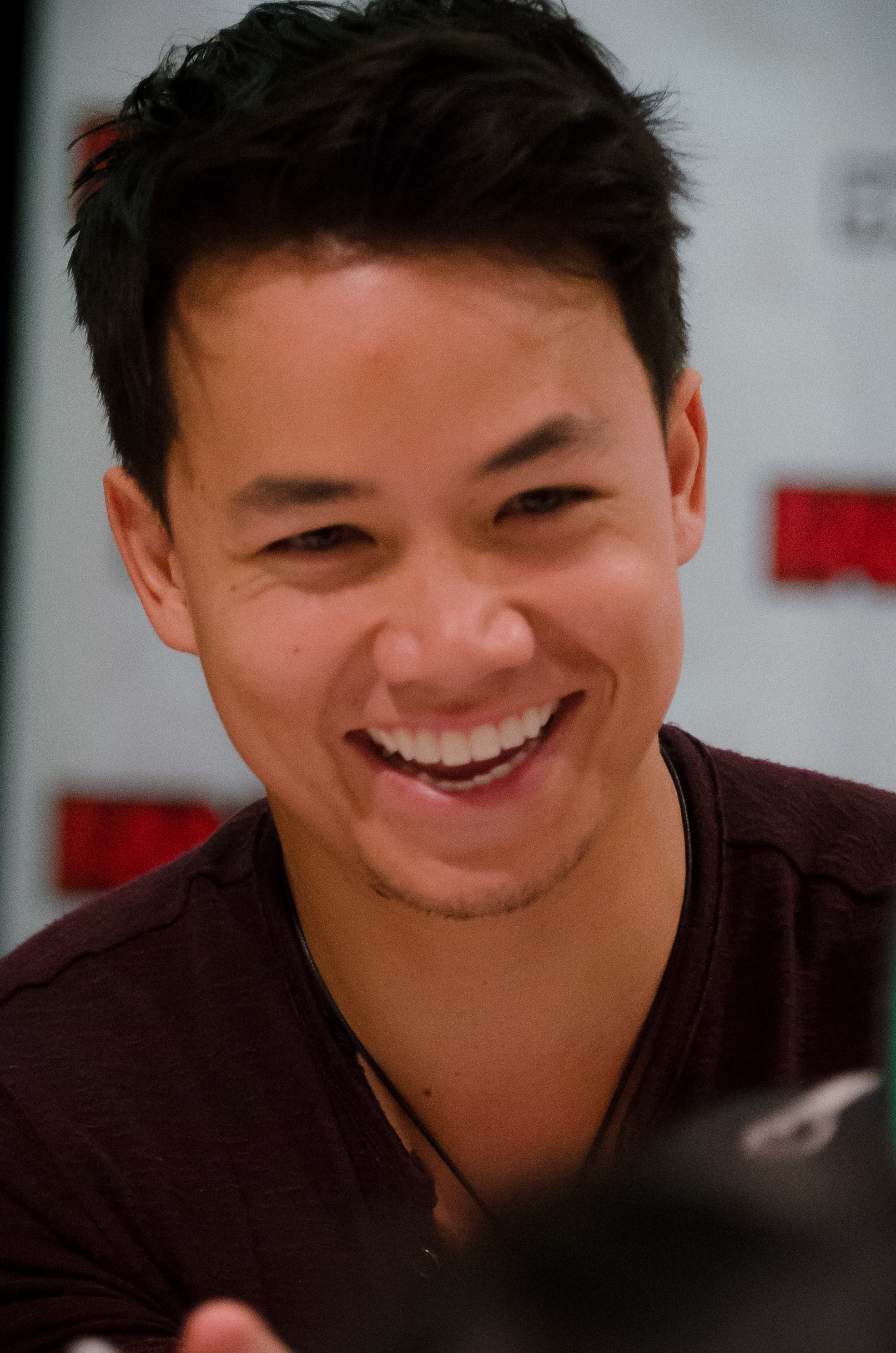
Shannon Kook (2016)

Shannon Kook (* 9. Februar 1987 als Shannon Xiao Lóng Kook-Chun in Johannesburg) ist ein südafrikanischer Schauspieler.

## Leben und Karriere
Shannon Kook wurde 1987 in Johannesburg als Sohn einer Südafrikanerin und eines Mauritiers mit chinesischen Wurzeln geboren. Den Vornamen „Shannon“ erhielt er von seinen Eltern in Anlehnung an Bruce Lees Kind Shannon, nicht wissend, dass es sich dabei um dessen Tochter handelt; sein Mittelname „Xiao Lóng“ bedeutet auf Mandarin „kleiner Drache“. Kook tanzte in seiner Kindheit und gewann unter anderem mehrere Wettbewerbe bei Lateinturnieren. Ebenso engagierte er sich im Schultheater, strebte zu diesem Zeitpunkt aber noch keine Karriere als Schauspieler an.
Auf Anraten seiner Eltern studierte Kook nach seinem Schulabschluss so zunächst Buchhaltung, ehe er sich doch für eine Schauspielkarriere entschied und nach Kanada zog. Dort besuchte Kook die National Theatre School, nach deren Abschluss er zunächst vermehrt in Theaterproduktionen zu sehen war. Es folgten erste Gastauftritte in kanadischen Fernsehserien, ehe er Anfang der 2010er Jahre in den Jugendserien Baxter und Degrassi erstmals größere Rollen übernahm. Im Rahmen des Toronto International Film Festival wurde Kook 2014 als einer von vier kanadischen Darstellern als „Rising Star“ ausgezeichnet.
Aufgrund seiner Multiethnizität hatte Kook nicht nur mit seiner eigenen Identität zu kämpfen, sondern erhielt zu Beginn seiner Filmkarriere vermehrt stereotypische Rollenangebote, die er ablehnte. Trotzdem war er zunehmend in Hollywood-Produktionen zu sehen und übernahm so Rollen in den drei Conjuring-Filmen (2013–2021), im Mystery-Thriller Dark Places – Gefährliche Erinnerung (2015) oder in der Fantasyserie Shadowhunters (2017). Von 2018 bis 2020 verkörperte er zusätzlich die Hauptfigur des Jordan Green in der Science-Fiction-Serie The 100.
Kook lebt in Kanada und wohnte dort unter anderem in Toronto, Montreal und Vancouver.

## Filmografie (Auswahl)
- 2009: Being Erica – Alles auf Anfang (Being Erica, Fernsehserie, Folge 2x04)
- 2009: The Border (Fernsehserie, Folge 3x06)
- 2010: Aaron Stone (Fernsehserie, 2 Folgen)
- 2010: Durham County – Im Rausch der Gewalt (Durham County, Fernsehserie, 5 Folgen)
- 2010–2011: Baxter (Fernsehserie, 10 Folgen)
- 2010–2011: Degrassi (Fernsehserie, 19 Folgen)
- 2011: Rookie Blue (Fernsehserie, Folge 2x13)
- 2012: XIII – Die Verschwörung (XIII: The Series, Fernsehserie, 2 Folgen)
- 2013: Conjuring – Die Heimsuchung (The Conjuring)
- 2013: Der Traum vom Glück (Holidaze, Fernsehfilm)
- 2015: Dark Places – Gefährliche Erinnerung (Dark Places)
- 2015: A Christmas Horror Story
- 2015–2016: Carmilla (Webserie, 17 Folgen)
- 2016: Conjuring 2 (The Conjuring 2)
- 2016: Beauty and the Beast (Fernsehserie, Folge 4x04)
- 2016: Private Eyes (Fernsehserie, Folge 1x07)
- 2016: 19-2 (Fernsehserie, Folge 3x04)
- 2017: Incorporated (Fernsehserie, 2 Folgen)
- 2017: Shadowhunters (Fernsehserie, 3 Folgen)
- 2018–2020: The 100 (Fernsehserie, 19 Folgen)
- 2021: Nancy Drew (Fernsehserie, 5 Folgen)
- 2021: Conjuring 3: Im Bann des Teufels (The Conjuring: The Devil Made Me Do It)
- 2021: Die geheime Benedict-Gesellschaft (The Mysterious Benedict Society, Fernsehserie, 3 Folgen)
- 2023–2024: Reacher (Fernsehserie, 5 Folgen)